# Фербасова, Вера
Вера Фербасова (чеш. Věra Ferbasová; 21 сентября 1913, с. Сукорады, Австро-Венгрия (ныне район Йичин, Краловеградецкого края Чехии) — 3 августа 1976, Прага, ЧССР) — чехословацкая и чешская актриса

.

## Биография
Родилась в семье учителя. После учёбы в гимназии в Пльзене, занималась в Академии бизнеса. Отправилась в столицу. Работала секретаршей в Театре Власта Бурьяна. На сцену попала случайно, заменив заболевшую артистку.
Вскоре завоевала популярность среди зрителей своей непосредственностью, чувством юмора, игривостью, а также любовью к переодеваниям, которые она усовершенствовала в сентиментальных комедиях Владимира Славинского. В 1930-х годах была очень популярна и входила в число таких звёзд, как Лида Баарова , Адина Мандлова, Наташа Голлова, Труда Гросслихтова, Йиржина Штепничкова и другие.
С 1926 по 1976 год снялась более, чем в сорока фильмах, в основном, комедиях. В 1930-е годы была одной из самых популярных комедийных актрис Чехословакии. В 1938 году сыграла роль в одном из первых чехословацких научно-фантастических фильмов «Panenka».
После 1942 года прервала актёрскую карьеру, чтобы не сниматься в немецких фильмах. Однако после окончания войны продолжить прежнюю звёздную карьеру ей не удалось, вместе с мужем подверглась преследованиям властей и была вынуждена уехать из Праги. Сотрудничала с радио и телевидением.
Похоронена на кладбище в Йичине.

## Избранная фильмография
- 1933 — V tom domečku pod Emauzy
- 1935 — Viktorka
- 1935 — Jedna z milionu
- 1936 —Uličnice
- 1936 —Komediantská princezna
- 1936 —Na tý louce zelený
- 1936 —Tři muži ve sněhu
- 1936 —Sextánka
- 1937 —Děvčátko z venkova
- 1937 —Falešná kočička
- 1937 —Mravnost nade vše
- 1938 —Slávko, nedej se!
- 1938 —Panenka
- 1938 —Vandiny trampoty
- 1938 —Andula vyhrála
- 1939 —Dědečkem proti své vůli
- 1939 —Žabec
- 1940 —Panna
- 1940 —Dceruška k pohledání
- 1941 —Provdám svou ženu
- 1942 —Zlaté dno
- 1959 —Dařbuján a Pandrhola
- 1966 — Катя и крокодил / Káťa a krokodýl — женщина с бельём
- 1967 —Pension pro svobodné pány
- 1969 — Жаворонки на нитке / Skřivánci na niti
- 1969 — Дело для начинающего палача / Případ pro začínajícího kata — Мунодиова
- 1972 —Byli jednou dva písaři
- 1974 — Jáchyme, hoď ho do stroje!
- 1975 —Čtrnáctý v řadě